# Луидор-2232
Луїдор-2232 — російський малотоннажний вантажний автомобіль, що випускається Нижньогородською компанією Луїдор  з 2013 по 2018 рік на шасі Mercedes-Benz Sprinter Classic.

## Історія
Розробка автомобіля Луїдор-2232 почалася у 2011 році, завдяки підписаному меморандуму компаніями Daimler AG і "Група ГАЗ" 23 грудня 2010 року. Підсумкову угоду було підписано 7 листопада 2012 року в Санкт-Петербурзі.
Серійно автомобілі виробляли з 2013 року на Горьковському автозаводі. Крім розвізних фургонів, також виробляли мікроавтобуси, шкільні автобуси, автомобілі швидкої допомоги, маршрутні таксі та автобуси для перевезення маломобільних громадян. Автомобілі оснащувалися дизельним двигуном внутрішнього згоряння OM 646 DE22LA, який також використовували в Mercedes-Benz Sprinter другого покоління. Ближче до закінчення виробництва (у грудні 2017 року) автомобілі укомплектовували механічною, шестиступеневою трансмісією, за аналогією з сучасними версіями Mercedes-Benz Sprinter.
У травні 2015 року було вироблено 10000-й Луїдор-2232.
Виробництво завершилося у 2018 році через проблеми з постачанням комплектуючих.

## Модифікації
- Луїдор-223201
- Луїдор-223202
- Луїдор-223204
- Луїдор-223205
- Луїдор-223206
- Луїдор-223210
- Луїдор-223211
- Луїдор-223212
- Луїдор-223213
- Луїдор-223214
- Луїдор-223215
- Луїдор-223216
- Луїдор-223217
- Луїдор-223218
- Луїдор-223220
- Луїдор-223221
- Луїдор-223222
- Луїдор-223223
- Луїдор-223224
- Луїдор-223225
- Луїдор-223226
- Луїдор-223227
- Луїдор-223228
- Луїдор-223229
- Луїдор-223233
- Луїдор-223236
- Луїдор-223237
- Луїдор-223238
- Луїдор-223239
- Луїдор-2232А0
- Луїдор-2232В0
- Луїдор-2232С0
- Луїдор-2232D0
- Луїдор-2232d1
- Луїдор-2232d2
- Луїдор-2232d3
- Луїдор-2232D4
- Луїдор-2232D5
- Луїдор-2232D6
- Луїдор-2232D7
- Луїдор-2232D8
- Луїдор-2232D9
- Луїдор-2232DA
- Луїдор-2232DB
- Луїдор-2232DC
- Луїдор-2232DD
- Луїдор-2232DE
- Луїдор-2232DF
- Луїдор-2232DH
- Луїдор-2232DK
- Луїдор-2232DL
- Луїдор-2232DM
- Луїдор-2232DN
- Луїдор-2232DP
- Луїдор-2232F0
- Луїдор-2232F2
- Луїдор-2232F3
- Луїдор-2232F4
- Луїдор-2232F6
- Луїдор-2232F7
- Луїдор-2232FA
- Луїдор-2232FD
- Луїдор-2232FE
- Луїдор-2232L0
- Луїдор-2232L1
- Луїдор-2232L2
- Луїдор-2232L3
- Луїдор-2232L4
- Луїдор-2232L5
- Луїдор-2232L6
- Луїдор-2232L7
- Луїдор-2232M0
- Луїдор-2232M1
- Луїдор-2232M2
- Луїдор-2232M3
- Луїдор-2232M4
- Луїдор-2232M5
- Луїдор-2232M6
- Луїдор-2232M7
- Луїдор-2232N0
- Луїдор-2232N1
- Луїдор-2232N2
- Луїдор-2232N3